# Colombia en el Tour de Francia
El Tour de Francia inició su andadura en 1903 y el primer ciclista colombiano en correrlo fue Martín Emilio Rodríguez en 1975. La primera participación de un equipo colombiano se remonta a la edición del 1983, cuando el equipo aficionado Colombia-Pilas Varta, capitaneado por Alfonso Flórez Ortiz, formó parte del pelotón de salida. Los ciclistas colombianos con mayor número de participaciones en la ronda francesa son los siguientes:
| Participaciones | Ciclista       | Ediciones                                                  |
| --------------- | -------------- | ---------------------------------------------------------- |
| 10              | Rigoberto Urán | 2009, 2011, 2015, 2017, 2018, 2019, 2020, 2021, 2022, 2023 |
| 9               | Nairo Quintana | 2013, 2015, 2016, 2017, 2018, 2019, 2020, 2021, 2022       |

## Victorias y pódiums en el Tour
Egan Bernal es el único colombiano que ha conseguido ganar el Tour de Francia. Además de él, tres ciclistas más han subido al pódium final en París y han conseguido dos subcampeonatos y dos terceros lugares según se muestra a continuación:
| Puesto | Ciclista       | Ediciones  |
| ------ | -------------- | ---------- |
| 1º     | Egan Bernal    | 2019       |
| 2º     | Nairo Quintana | 2013, 2015 |
| 2º     | Rigoberto Urán | 2017       |
| 3º     | Fabio Parra    | 1988       |
| 3º     | Nairo Quintana | 2016       |

## Vencedores de etapa
El primer ciclista colombiano que consiguió una victoria de etapa en el Tour de Francia fue Lucho Herrera quien, en la edición de 1984, se impuso en la 17.ª etapa entre Grenoble y Alpe d'Huez. Desde entonces, y hasta la edición de 2024, 14 ciclistas han logrado un total de 22 victorias de etapa con el siguiente detalle:
| Victorias | Ciclista               | Etapas |
| --------- | ---------------------- | --- |
| 3         | Lucho Herrera          | 1984 – 17.ª etapa: Grenoble – Alpe d'Huez 1985 – 11.ª etapa: Pontarlier – Morzine-Avoriaz 1985 – 14.ª etapa: Autrans – Saint-Étienne                          |
| 3         | Santiago Botero        | 2000 – 13.ª etapa: Draguignan – Briançon 2002 – 9.ª etapa: Lanester – Lorient 2002 – 15.ª etapa: Vaison la Romaine – Les Deux Alpes                           |
| 3         | Nairo Quintana         | 2013 – 20.ª etapa: Annecy – Annecy (Le Semnoz) 2018 – 17.ª etapa: Bagnères de Luchon – Saint Lary Soulan (Htes-Pyrenees) 2019 – 18.ª etapa: Embrun – Valloire |
| 2         | Fabio Parra            | 1985 – 12.ª etapa: Morzine – Lans-en-Vercors 1988 – 11.ª etapa: Besançon – Morzine                                                                            |
| 2         | Fernando Gaviria       | 2018 – 1.ª etapa: Noirmoutier-en-l'Île – Fontenay-le-Comte 2018 – 4.ª etapa: La Baule-Escoublac – Sarzeau                                                     |
| 1         | Oliverio Rincón        | 1993 – 15.ª etapa: Perpiñán – Andorra |
| 1         | Nelson Rodríguez       | 1994 – 17.ª etapa: Bourg d'Oisans – Val Thorens |
| 1         | Chepe González         | 1996 – 11.ª etapa: Gap – Valence |
| 1         | Félix Cárdenas         | 2001 – 12.ª etapa: Perpiñán – Ax 3 Domaines |
| 1         | Mauricio Soler         | 2007 – 9.ª etapa: Val d'Isere – Briançon |
| 1         | Jarlinson Pantano      | 2016 – 15.ª etapa: Bourg en Bresse – Culoz |
| 1         | Rigoberto Urán         | 2017 – 9.ª etapa: Nantua – Chambéry |
| 1         | Daniel Felipe Martínez | 2020 – 13.ª etapa: Châtelguyon – Puy Mary |
| 1         | Miguel Ángel López     | 2020 – 17.ª etapa: Grenoble – Col de la Loze |

## Maillots

### Maillot amarillo[2]
El maillot amarillo es la prenda que identifica al líder de la clasificación general de la prueba. Se creó en 1919 y su color fue un homenaje al periódico L’Auto cuyas hojas eran amarillas. Tres colombianos han vestido la camiseta de líder, el primero y quien más jornadas lo tuvo fue Víctor Hugo Peña quien durante la edición de 2003 lo llevó durante 3 días; el segundo fue Fernando Gaviria quien en la edición de 2018 lo vistió un día tras ganar la primera etapa, convirtiéndose además en el primer debutante en ser líder desde 2004; el tercero fue Egan Bernal quien en la edición de 2019 vistió la camiseta de líder por dos días para convertirse en el primer colombiano y primer latinoamericano en coronarse campeón del Tour. A continuación el detalle:
| Días de líder | Ciclista         | Edición |
| ------------- | ---------------- | ------- |
| 3             | Víctor Hugo Peña | 2003    |
| 2             | Egan Bernal      | 2019    |
| 1             | Fernando Gaviria | 2018    |

### Maillot a lunares
El maillot de lunares rojos identifica al mejor escalador de la prueba. Aunque la clasificación de mejor escalador se creó en la edición de 1933, el maillot no se instauraría hasta la edición de 1975. En la historia del Tour cuatro ciclistas colombianos han logrado 5 victorias en la clasificación del Gran Premio de la montaña en el Tour de Francia:
| Victorias | Ciclista        | Ediciones  |
| --------- | --------------- | ---------- |
| 2         | Lucho Herrera   | 1985, 1987 |
| 1         | Santiago Botero | 2000       |
| 1         | Mauricio Soler  | 2007       |
| 1         | Nairo Quintana  | 2013       |

### Maillot blanco
Creado en la edición de 1975, el maillot blanco identifica al menor de 26 años mejor ubicado en la clasificación general. Cuatro ciclistas colombianos han obtenido cinco victorias en la categoría de mejor joven del Tour:
| Victorias | Ciclista       | Ediciones  |
| --------- | -------------- | ---------- |
| 2         | Nairo Quintana | 2013, 2015 |
| 1         | Fabio Parra    | 1985       |
| 1         | Álvaro Mejía   | 1991       |
| 1         | Egan Bernal    | 2019       |

## Relación total de participantes
Junto a Rigoberto Urán y Nairo Quintana, 84 pedalistas más han tomado la partida en el Tour de Francia, según se muestra a continuación:
| Participaciones | Ciclista                  | Ediciones                                      |
| --------------- | ------------------------- | ---------------------------------------------- |
| 8               | Fabio Parra               | 1985, 1986, 1987, 1988, 1989, 1990, 1991, 1992 |
| 7               | Lucho Herrera             | 1984, 1985, 1986, 1987, 1988, 1989, 1991       |
| 6               | Samuel Cabrera            | 1983, 1984, 1986, 1987, 1988, 1989             |
| 6               | Carlos Mario Jaramillo    | 1985, 1986, 1987, 1990, 1991, 1992             |
| 6               | Abelardo Rondón           | 1986, 1989, 1990, 1991, 1992, 1993             |
| 6               | Álvaro Mejía              | 1990, 1991, 1992, 1993, 1994, 1995             |
| 6               | Hernán Buenahora          | 1994, 1995, 1996, 1997, 1998, 1999             |
| 6               | Santiago Botero           | 2000, 2001, 2002, 2003, 2004, 2005             |
| 5               | Martín Ramírez            | 1984, 1986, 1987, 1988, 1989                   |
| 5               | Omar Hernández            | 1986, 1987, 1988, 1989, 1990                   |
| 5               | Gerardo Moncada           | 1986, 1987, 1990, 1991, 1992                   |
| 5               | Egan Bernal               | 2018, 2019, 2020, 2023, 2024                   |
| 4               | Edgar Corredor            | 1983, 1984, 1986, 1988                         |
| 4               | Patrocinio Jiménez        | 1983, 1984, 1986, 1988                         |
| 4               | Rafael Acevedo            | 1984, 1985, 1986, 1987                         |
| 4               | Pacho Rodríguez           | 1984, 1985, 1986, 1987                         |
| 4               | Néstor Mora               | 1985, 1986, 1987, 1990                         |
| 4               | Reynel Montoya            | 1985, 1986, 1990, 1991                         |
| 4               | Julio César Cadena        | 1987, 1988, 1989, 1994                         |
| 4               | Alberto Camargo           | 1987, 1989, 1991, 1992                         |
| 4               | Óscar de Jesús Vargas     | 1987, 1990, 1991, 1992                         |
| 4               | Nelson Rodríguez          | 1990, 1993, 1994, 1995                         |
| 4               | Víctor Hugo Peña          | 2001, 2002, 2003, 2006                         |
| 4               | Sergio Luis Henao         | 2016, 2017, 2019, 2021                         |
| 4               | Esteban Chaves            | 2017, 2020, 2021, 2023                         |
| 4               | Daniel Felipe Martínez    | 2018, 2020, 2022, 2023                         |
| 4               | Harold Tejada             | 2020, 2023, 2024, 2025                         |
| 3               | Alfonso Flórez Ortiz      | 1983, 1984, 1986                               |
| 3               | Antonio Agudelo           | 1984, 1985, 1986                               |
| 3               | Pablo Wilches             | 1984, 1985, 1987                               |
| 3               | Israel Corredor           | 1984, 1986, 1988                               |
| 3               | Marco Antonio León Castro | 1986, 1987, 1988                               |
| 3               | Henry Cárdenas            | 1988, 1989, 1991                               |
| 3               | William Palacio           | 1989, 1990, 1992                               |
| 3               | Oliverio Rincón           | 1993, 1994, 1998                               |
| 3               | Federico Muñoz            | 1994, 1995, 1996                               |
| 3               | Carlos Contreras          | 1998, 1999, 2000                               |
| 3               | Félix Cárdenas            | 2001, 2007, 2008                               |
| 3               | Iván Ramiro Parra         | 2003, 2006, 2007                               |
| 3               | Leonardo Duque            | 2008, 2009, 2011                               |
| 3               | José Serpa                | 2013, 2014, 2015                               |
| 3               | Darwin Atapuma            | 2014, 2017, 2018                               |
| 3               | Jarlinson Pantano         | 2015, 2016, 2017                               |
| 3               | Winner Anacona            | 2015, 2016, 2020                               |
| 3               | Sergio Higuita            | 2020, 2021, 2025                               |
| 2               | José Alfonso López        | 1983, 1984                                     |
| 2               | Abelardo Ríos             | 1983, 1984                                     |
| 2               | Cristóbal Pérez           | 1983, 1987                                     |
| 2               | Herman Loaiza             | 1984, 1985                                     |
| 2               | Manuel Cárdenas           | 1984, 1986                                     |
| 2               | Argemiro Bohórquez        | 1986, 1987                                     |
| 2               | Pedro Saúl Morales        | 1987, 1989                                     |
| 2               | Juan Carlos Castillo      | 1987, 1990                                     |
| 2               | Arsenio Chaparro Cardoso  | 1987, 1991                                     |
| 2               | Ángel Yesid Camargo       | 1994, 1995                                     |
| 2               | Julio César Aguirre       | 1995, 1996                                     |
| 2               | Chepe González            | 1996, 1997                                     |
| 2               | José Castelblanco         | 1996, 1999                                     |
| 2               | Mauricio Soler            | 2007, 2008                                     |
| 2               | Fernando Gaviria          | 2018, 2024                                     |
| 2               | Miguel Ángel López        | 2020, 2021                                     |
| 2               | Santiago Buitrago         | 2024, 2025                                     |
| 1               | Martín Emilio Rodríguez   | 1975                                           |
| 1               | Fabio Casas               | 1983                                           |
| 1               | Julio Alberto Rubiano     | 1983                                           |
| 1               | Rafael Tolosa             | 1983                                           |
| 1               | Rogelio Arango            | 1985                                           |
| 1               | Raúl Acosta               | 1986                                           |
| 1               | Sergio Jaramillo Mesa     | 1986                                           |
| 1               | Antonio Londoño           | 1986                                           |
| 1               | Pedro José Soler          | 1986                                           |
| 1               | Heriberto Urán            | 1986                                           |
| 1               | Humberto Parra            | 1989                                           |
| 1               | José Hipólito Roncancio   | 1989                                           |
| 1               | Martín Farfán             | 1990                                           |
| 1               | William Pulido            | 1990                                           |
| 1               | Julio César Ortegón       | 1992                                           |
| 1               | Efraín Rico               | 1992                                           |
| 1               | Héctor Castaño            | 1995                                           |
| 1               | Janier Acevedo            | 2014                                           |
| 1               | Julián Arredondo          | 2015                                           |
| 1               | Carlos Betancur           | 2017                                           |
| 1               | Dayer Quintana            | 2020                                           |
| 1               | Einer Rubio               | 2025                                           |